# 铜盆花
铜盆花（学名：Ardisia obtusa）为报春花科紫金牛属下的一个种。

## 扩展阅读
- 維基物種上的相關：铜盆花